# 加斯特山脊
加斯特山脊（Dorsum Gast）是月球澄海中的一道皱岭，其中心月面坐标为24°00′N 9°00′E / 24.0°N 9.0°E，全长60公里，其名称取自美国地球物理学家保罗·沃纳·加斯特（Paul Werner Gast，1930年9月11日-1973年5月16日），1973年该名称被国际天文联合会正式批准接受。